# Anopal (osiedle)
Anopal (biał. Анопаль, ros. Анополь, Anopol) – osiedle na Białorusi, w obwodzie mińskim, w rejonie mińskim, w sielsowiecie Krupica. W 2009 roku liczyło 6 mieszkańców.